# Герхард фон Марк
Герхард фон Марк и Хам (на немски: Gerhard von der Mark zu Hamm, * 1387, † 1461) от Дом Ламарк е от 1430 до 1461 г. граф на Марк.
Той е третият син на граф Адолф III фон Марк и Маргарета от Юлих († 1425), дъщеря на граф Герхард фон Берг.
По-големите му братя са Адолф II/IV, граф на Клеве и Дитрих II, граф на Марк.
Герхард започва духовническа кариета. От 1403 до 1417 г. е пропст на манастир Ксантен, от 1414 до 1416 г. е и каноник в Кьолнската катедрала. Той се отказва от духовническата си служба и иска от 1409 г. от брат си Адолф II/IV, граф на Клеве и Марк, да получи част от наследството на баща си. След дълги конфликти двамата сключват през 1430 г. мир, който е обновен отново през 1437 г. Герхард получава само титлата „граф на Марк“, истинският граф е Адолф II/IV.
От 1456 г. Герхард си дели управлението в Марк със своя племенник херцог Йохан фон Клеве.
Герхард не се жени, но има няколко незаконни деца. Умира през 1461 г., погребан е в капелата на подарения от него манастир Св. Агнес в Хам в Северен Рейн-Вестфалия. Графството Клеве е обединено с Херцогство Клеве в персоналунион от Йохан фон Клеве.